# The Tale of Mrs. Tiggy-Winkle
The Tale of Mrs. Tiggy-Winkle é um livro infantil britânico escrito e ilustrado por Beatrix Potter, e editado pela Frederick Warne & Co publicado em outubro de 1905. A Sra. Tiggy-winkle é um ouriço-terrestre que lava roupa e que vive numa pequena cabana num monte em Lake District. Uma pequena criança chamada Lucie aparece na cabana e lá fica para tomar um chá. As duas entregam roupa acabada de lavar aos animais e pássaros nas redondezas. Beatrix achava que o livro seria mais apreciado pelas raparigas e, como a maioria dos livros para raparigas da época, o cenário é o interior de uma casa e a história concentra-se nos trabalhos domésticos.
O ouriço de estimação de Beatrix, a Sra. Tiggy-Winkle, e Kitty MacDonald, uma lavadeira escocesa, foram a fonte de inspiração para a personagem principal da história. Lucie Carr, uma amiga de Beatrix, foi o modelo para Lucie. Peter Rabbit e Benjamin Bunny aparecem nas ilustrações. Os Newlands Valley e as cordilheiras circundantes são as bases para os cenários das ilustrações.
A Sra. Tiggy-winkle tem sido apontada como uma das criações mais positivas da escritora, mas os críticos consideram Lucie uma falha artística. Apesar de Mrs. Tiggy-Winkle ser passado num local e tempo identificáveis, o conto é mitificado de modo a que se passa num tempo em que as tarefas domésticas eram todas realizadas manualmente e sem a ajuda de invenções mecânicas modernas. As habitações simples, os caminhos rústicos e as cercas de pedra dão ênfase à itemporalidade da história, e sugerem uma vida rural imutável e o seu  característico modo de vida.
A Sra. Tiggy-Winkle tornou-se uma figura popular e tema central de vários produtos comerciais ao longo de décadas, incluindo peças de porcelana e objectos infantis. A história foi publicada em braille e em Alfabeto de Ensino Inicial, e foi traduzida para francês, alemão e holandês. Em 1971, a Sra. Tiggy-Winkle passou a ser uma personagem desempenhada por Frederick Ashton no filme do Royal Ballet, The Tales of Beatrix Potter. Em 1993, o conto foi adaptado para animação e transmitido num episódio da série da BBC, The World of Peter Rabbit and Friends.